# Arroyo de Piedra
Arroyo de Piedra é um sítio arqueológico pré-colombiano maia localizado no município de Sayaxché, no departamento de El Petén, na Guatemala, cuja ocupação máxima é estimada no período clássico mesoamericano.

## Descrição
Está localizada a aproximadamente 3 km a nordeste de Dos Pilas e 3 km a oeste de Tamarindito, ambos locais maias contemporâneos de Dos Pilas. O sítio foi ocupado até de meados do período clássico. Foi por um tempo um centro de importância relativa na região, mas com o auge de Dos Pilas, Arroyo de Piedra foi relegado a um lugar secundário dentro da área de Petexbatún.
A arquitetura de Arroyo de Piedra é diferente da de Dos Pilas e da vizinha Aguateca, mas tem semelhanças com a de Tamarindito. Inscrições em escrita maia revelaram que Arroyo de Piedra e Tamarindito formavam uma unidade política, antes de Tikal estabelecer Dos Pilas nas proximidades. Parece que a cidade de Arroyo de Piedra foi abandonada durante o século VIII após o colapso de Dos Pilas e a desintegração dos laços políticos que existiam na área. Isso teria acontecido por causa das tensões de guerra entre os dois grandes centros políticos hegemônicos na época: Calakmul e Tikal.